# Marielle Goitschelová
Marielle Goitschelová (* 28. září 1945 Saint-Maxime) je bývalá francouzská reprezentantka v alpském lyžování, dvojnásobná olympijská vítězka.
Její otec Robert Goitschel přišel do Francie ze Švýcarska hrát fotbal za Olympique de Marseille. Marielle má čtyři sourozence, její starší sestra Christine Goitschelová je také olympijskou vítězkou v alpském lyžování, synovec Philippe Goitschel má čtyři tituly mistra světa v rychlostním lyžování.
Na Zimních olympijských hrách 1964 vyhrála závod v obřím slalomu a ve slalomu byla druhá za sestrou Christine, ve sjezdu byla desátá. Na domácích Zimních olympijských hrách 1968 vyhrála slalom, v obřím slalomu obsadila 7. místo a ve sjezdu 8. místo. Na mistrovství světa v alpském lyžování vyhrála kombinaci v letech 1962, 1964 a 1966, v roce 1966 navíc vyhrála sjezd a obří slalom, ve slalomu byla druhá. Vyhrála sedm závodů Světového poháru, při premiérovém ročníku 1966/67 obsadila v celkové klasifikaci druhou příčku. Také vyhrála závod Arlberg-Kandahar v kombinaci v letech 1964, 1965 a 1967 a je pětinásobnou lyžařskou mistryní Francie.
Je nositelkou Národního řádu za zásluhy, v roce 1964 byla zvolena francouzskou sportovkyní roku.